# Deudorix despoena
Deudorix despoena är en fjärilsart som beskrevs av William Chapman Hewitson 1863. Deudorix despoena ingår i släktet Deudorix och familjen juvelvingar. Inga underarter finns listade i Catalogue of Life.